# Tysvær
Tysvær is een gemeente in de Noorse provincie Rogaland. De gemeente telde 11.041 inwoners in januari 2017. Tysvær grenst in het noorden aan Sveio en Vindafjord en in het westen aan Haugesund.

## Plaatsen in de gemeente
- Aksdal
- Førdesfjorden
- Nedstrand

Bjerkreim · Bokn · Eigersund · Gjesdal · Hå · Haugesund · Hjelmeland · Karmøy · Klepp · Kvitsøy · Lund · Randaberg · Sandnes · Sauda · Sokndal · Sola · Stavanger · Strand · Suldal · Time · Tysvær · Utsira · Vindafjord

Fylker van Noorwegen